# Waffengebrauch

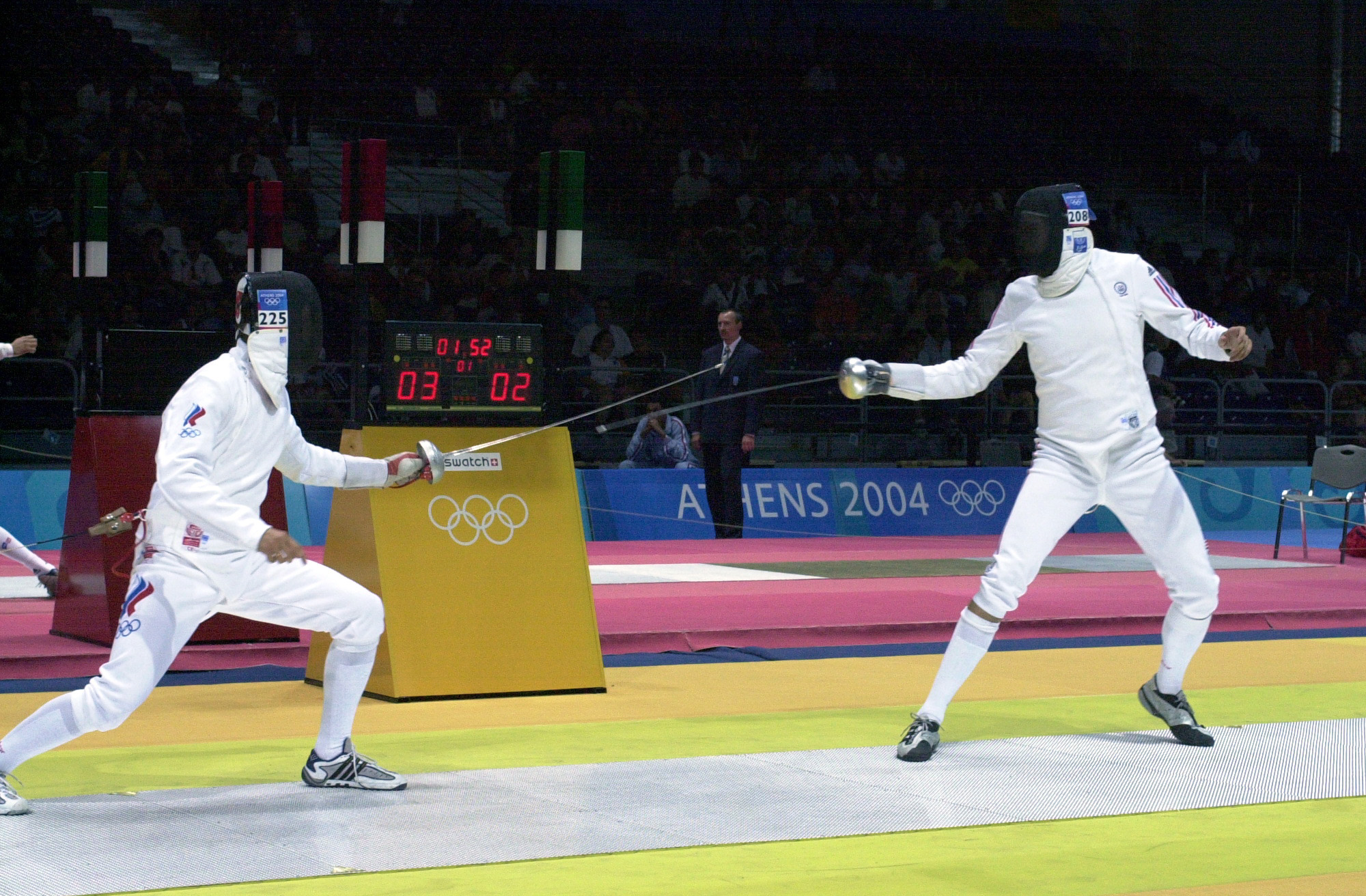
Beispiel Sportfechten

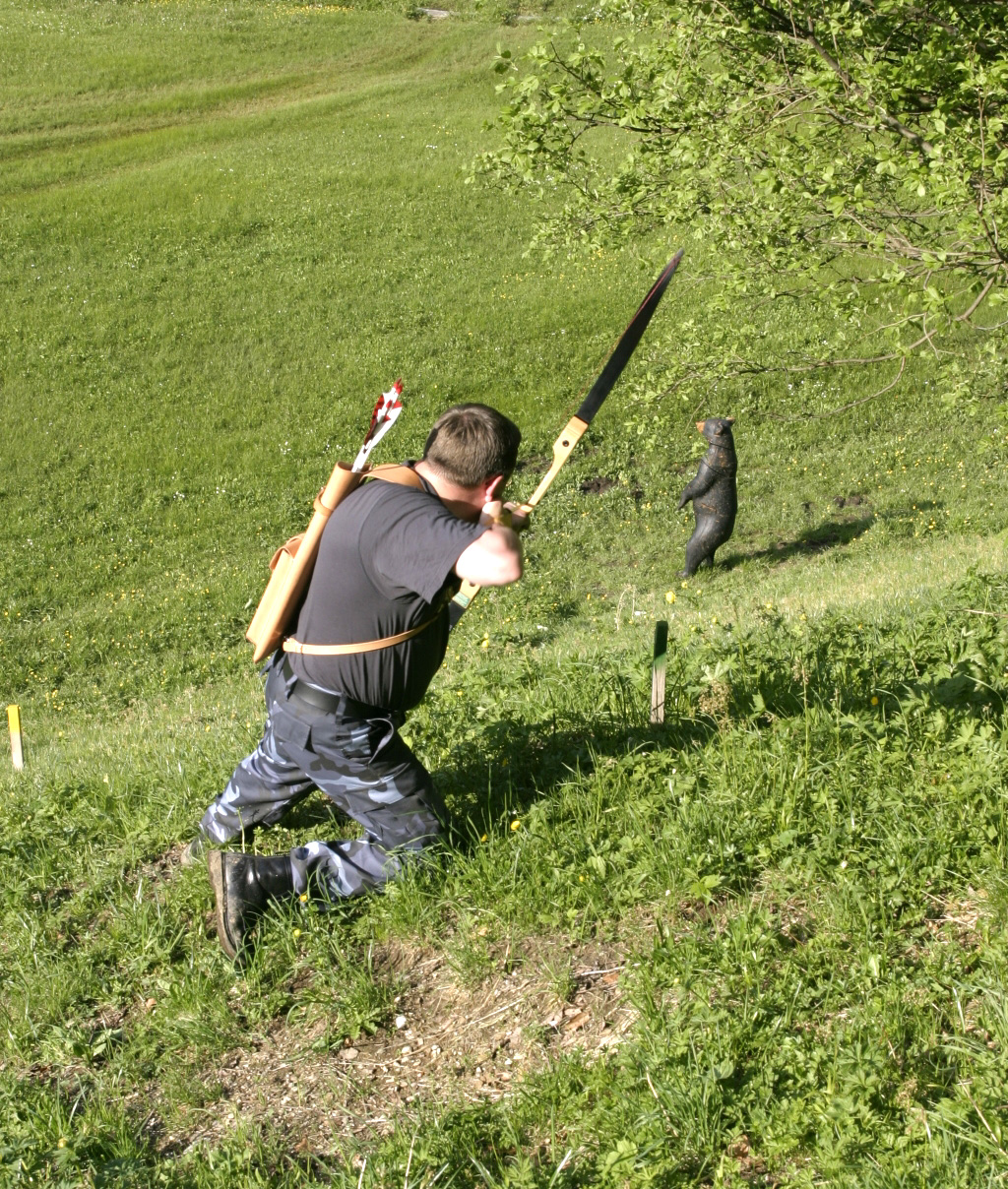
Beispiel Bogenschießen

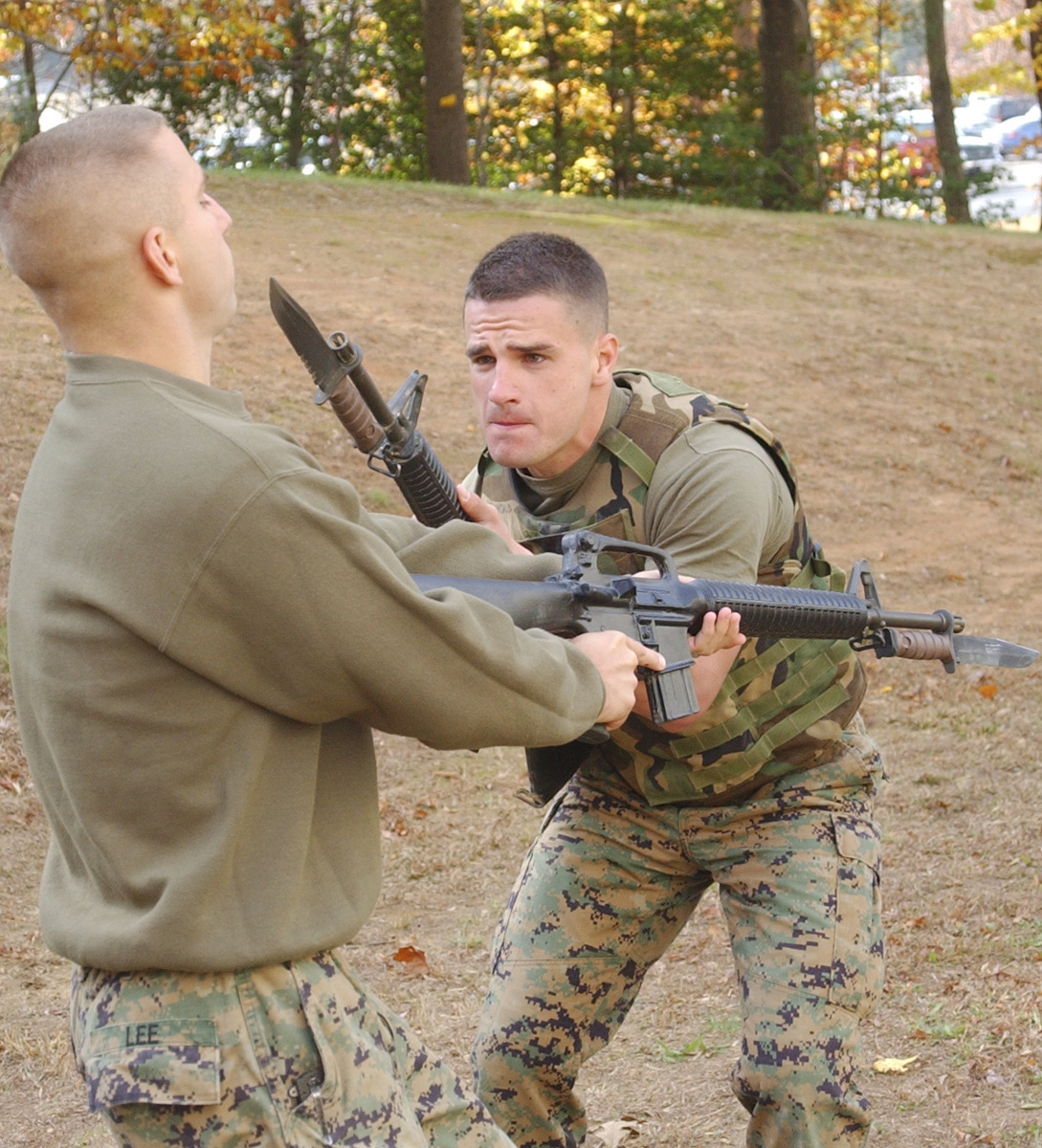
Beispiel Militärischer Nahkampf (Bajonett)

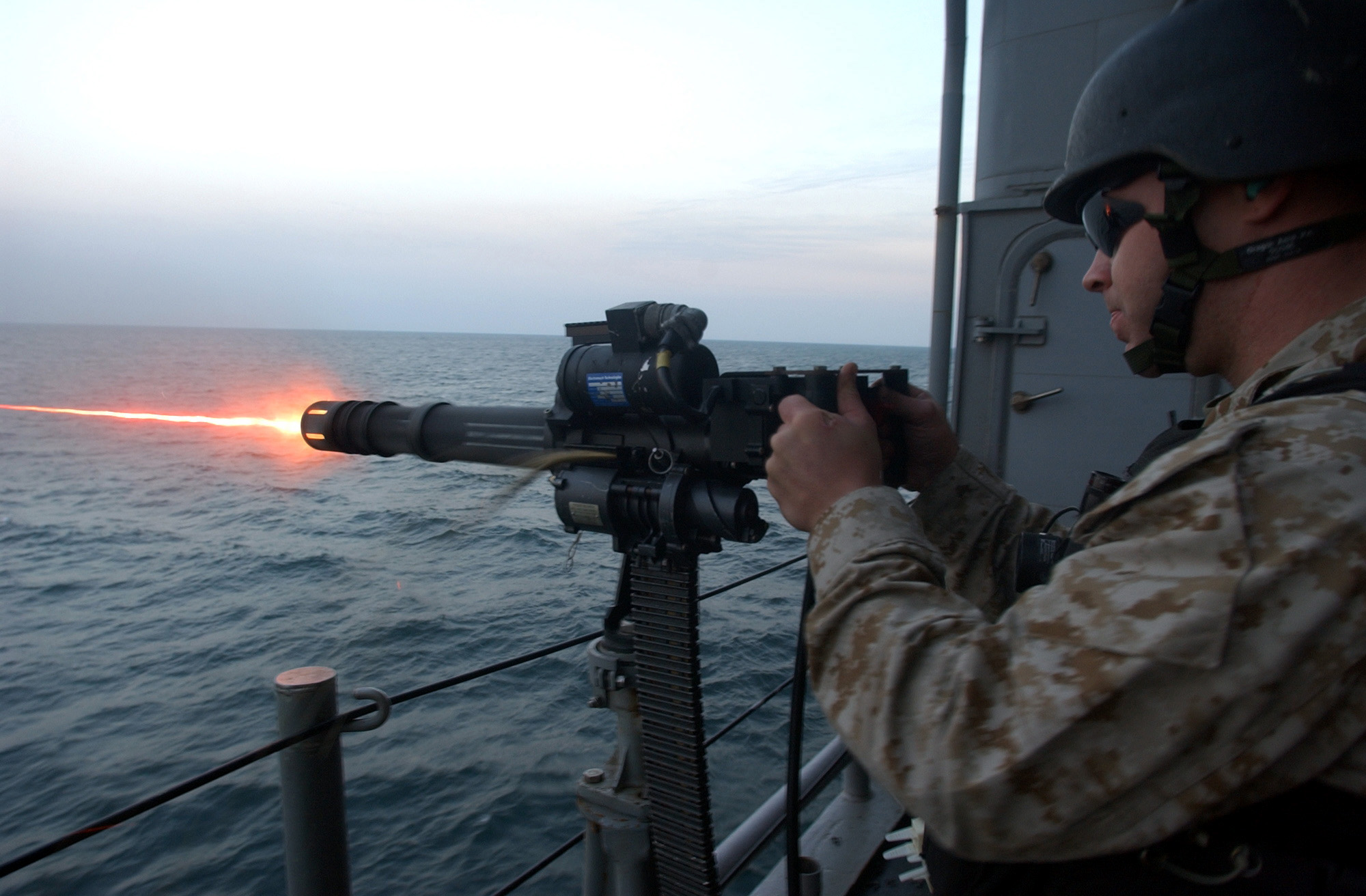
Beispiel Schusswaffengebrauch: MG-Schütze (U.S. Navy)

Waffengebrauch ist die Anwendung von Waffen durch Personen. 
Dabei kommen sämtliche Waffen im Sinne von Gegenständen in Betracht: Hieb- und Stichwaffen, Schusswaffen, Kanonen, Explosivstoffe und vieles mehr. Der Waffengebrauch ist, außer bei der Übung, immer eine Gewaltanwendung. Sie zielt, außer bei der Jagd, auf die Herbeiführung einer Schwächung der Kampfbereitschaft. 

## Arten des Waffengebrauchs

### Übung
Waffengebrauch kann zur Übung erfolgen. Hierbei kann die Handhabung der Waffe sowie die Möglichkeiten des Einsatzes trainiert werden. In vielen Fällen wird bei Hieb- und Stichwaffen mit Übungswaffen trainiert, die das Verletzungsrisiko mindern. Bei Schusswaffen wird oft mit Übungsmunition (z. B. Platzpatronen) trainiert.
Bei Übungen mit echter Munition wird zum Ende einer Übung beim Militär „Sicherheit herstellen“ befohlen, was die Einstellung der Schussabgaben sowie die Sicherung des Verschlusses bewirkt („S“). Hierdurch soll ein Körperschaden (im Extremfall der Tod) von Personen im Schussfeld verhindert werden.

### Sport
Im Sport dient der Waffengebrauch zur Erreichung eines sportlichen Ziels. Hierzu gehören z. B. eine größtmögliche Wurfweite oder präzises Schießen, z. B. bei der Sportart Biathlon.

### Offensive
Der offensive Waffengebrauch zielt auf Angriffe, Anhaltungen oder Drohwirkung ab.
- Angriffe: Überfall, Zugriff (Polizei, Zoll) Angriffskrieg (Militär)
- Anhaltungen (Polizei, Justiz, Zoll etc.): bei flüchtigen Personen, z. B. Gefängnisausbruch
- Der Waffengebrauch kann auch dazu dienen, eine Drohwirkung auszuüben. Durch Vorhalten einer Waffe oder z. B. einen Warnschuss soll die gegenüberstehende Person zu einer Handlung oder Unterlassung gezwungen werden. In der Kriminalität ist das Bedrohen tatbestandsmäßig ein Verbrechen (z. B. beim Bankraub oder bei der Erpressung). Rechtswidriger Waffengebrauch ist Waffenmissbrauch, wobei oft noch unerlaubter Waffenbesitz und weitere Delikte hinzukommen.

### Defensive
Der Waffengebrauch kann auch der Verteidigung dienen, also einen Angriff vereiteln oder unterbinden (speziell Selbstverteidigung,  Kriminalität, Notwehr, Selbsthilfe) und beim Militär der Verteidigungskrieg.

### Jagd
Der Waffengebrauch bei der Jagd auf Wild ist sehr verbreitet. Bei der Jagd wird heute immer eine Distanzwaffe verwendet; in Europa vor allem Schusswaffen (Gewehre), wobei in den U.S.A. und Kanada die traditionelle Jagd mit Pfeil und Bogen oder dem Speer noch weit verbreitet ist. Sie dient dem Erlegen von Wild oder dem Jagdschutz.

### Sonstiges
Der Waffengebrauch erfolgt auch in einigen anderen Situationen, z. B. bei der Gefahrenabwehr (u. a. Suizidversuche) und Duelle/Fechten.

### Folgen
Folgen des Waffengebrauchs können die Tötung oder eine Verletzung, z. B. mit dem Ziel des Anhaltens oder der Minderung der Angriffsfähigkeit, sein. Die Folgen von Schussverletzungen werden im Fachgebiet der Wundballistik untersucht. Unter Umständen kann sich der Anwender einer Waffe (Schütze) auch selbst verletzen.

## Auswahl der Waffe
Bei der Auswahl unter mehreren Waffen sind diese Optionen denkbar: Man kann Primärwaffe oder Sekundärwaffen auswählen. Man kann Nah- oder Distanzwaffen auswählen. Eine weitere Möglichkeit ist die Auswahl nach der Wirkung: Tödliche und nicht-tödliche Waffen.

## Anwender
Eine Spezialität ist rechtlich der Waffengebrauch von Amtsträgern bei zuständiger und rechtmäßiger Ausübung eines Hoheitsaktes (Staatsgewalt), hier gelten die Bestimmungen zum unmittelbaren Zwang, z. B. der Waffengebrauch der Polizei oder der militärische Wachdienst.

## Diverses
Die Hand, mit der eine Waffe gehalten wird, nennt man waffenführende Hand. Beim Gegner führt die Entwaffnung (von Personen) möglicherweise zum „Sieg“, zumindest zur Schwächung dessen Angriffsfähigkeit.
Bei Schusswaffen wird von Schusswaffengebrauch gesprochen. Bestimmte Waffengebräuche regelt vor allem im Zivilleben das Waffenrecht. Das Schießen ist das Verschießen eines Projektils, dabei muss es sich aber nicht um eine Schusswaffe handeln (z. B. Pfeile).
Der Waffengebrauch in der Nahdistanz ersetzt oder ergänzt den Nahkampf, das heißt die Anwendung rein körperlicher Gewalt.
Als Schutz dient vor allem eine geringe Trefferfläche oder die Deckung (baulich oder ablegen/abknien).
Die korrekte Waffenhandhabung ist Voraussetzung für einen effektiven, sicheren (und ggfs. raschen) Waffengebrauch.